# كيلر إينستنت
كيلر إينستنت (بالإنجليزية: Killer Instinct)‏، هي لعبة فيديو بريطانية من نوع قتال، عرضت اللعبة في ألعاب الصالات سنة 1994، وتم إصدارها لمنصتي غيم بوي وسوبر نينتندو إنترتينمنت سيستم.